# Rudolf Iglisch
Rudolf Ludwig Martin Iglisch (* 11. Januar 1903 in Berlin-Schöneberg; † 7. Februar 1987 in Braunschweig) war ein deutscher Mathematiker und Hochschullehrer.

## Leben
Der Sohn des Bankiers Franz Iglisch und dessen Ehefrau Mathilde, geb. Hahn, absolvierte 1921 das Reformrealgymnasium in Berlin-Zehlendorf und studierte anschließend Mathematik, Physik, Chemie und Philosophie an der Universität Berlin. Zu seinen Lehrern zählte der Mathematiker Richard von Mises. Iglisch wurde 1928 in Berlin bei Adolf Hammerstein mit der Arbeit Reelle Lösungsfelder der elliptischen Differentialgleichung Δu = F(u) und nichtlinearer Integralgleichungen zum Dr. phil. promoviert.
Er legte 1929 sein Staatsexamen in Mathematik ab, bevor er sich 1931 an der RWTH Aachen habilitierte. Dort arbeitete er bis 1937 als Privatdozent und Assistent am Lehrstuhl für Mathematik. Iglisch trat im November 1933 in die SA ein. Von 1935 bis 1936 übernahm er zusätzlich eine Vertretungsprofessur an der Universität Kiel. Von 1937 bis 1938 war er in Aachen außerordentlicher Professor für Mathematik, bevor er im Juni 1938 als ordentlicher Professor die Nachfolge des 1937 emigrierten Mathematikers Kurt Friedrichs an der Technischen Hochschule Braunschweig antrat. Er war von 1942 bis zu seiner Emeritierung 1971 Direktor des Instituts für Mathematik. Zu seinen Schülern zählt Horst Tietz, der sich in Braunschweig habilitierte. Iglisch war von 1944 bis 1946 Mitglied der Braunschweigischen Wissenschaftlichen Gesellschaft.
Iglischs Arbeitsgebiet umfasste die linearen und nichtlinearen Integral- und Differentialgleichungen, die Begründung der Wahrscheinlichkeitstheorie, den Fundamentalsatz der Algebra, die Grenzschichttheorie und nichtlineare Schwingungen.
Iglischs musikalisches Talent zeigte sich in seiner Tätigkeit als Komponist und Pianist. Er war verheiratet und hatte zwei Kinder.